# 김낙헌
김낙헌(김락헌)金洛憲, 1874년 양력 7월 28일(음력 6월 15일) ~ 1919년 양력 7월 2일)은 구한말과 일제강점기 초기의 법조인으로, 조선총독부 중추원 부찬의를 지냈다.

## 생애
경상북도 안동 출신이다. 1895년 대한제국의 법부 주사가 되면서 사법 분야에서 일하기 시작해 검사시보, 검사 등의 직책을 역임했다. 1901년에는 평리원 검사, 이듬해에는 평리원 판사에 임명되었다. 1905년 을사조약 체결 이후 일본은 의병 항쟁 탄압을 위해 사법권 장악을 시도했는데, 김낙헌(김락헌)이 과정에서 충실히 협조했다. 1905년에는 법관양성소장을 맡았고 1909년에는 경성공소원 검사를 지내며 의병 재판에 검사로 참여했다.
1910년 한일 병합 조약이 체결된 뒤 이듬해 조선총독부 산하의 고등법원 판사가 되었고, 1918년 중추원의 부찬의에 임명될 때까지 판사로 재직했다. 조선총독부 판사로 재임한 기간 중 일본 정부로부터 한국병합기념장, 다이쇼대례기념장을 수여받은 바 있으며, 중추원 부찬의 임기 중인 1919년 사망했다.

## 의병장 및 독립운동가 재판
김낙헌이 검사 및 판사로 근무한 기간은 을미사변, 단발령, 을사조약, 대한제국 군대 해산, 한일 병합 등으로 의병 활동이 활발할 때였다. 그가 검사 또는 판사로서 재판에 참여한 의병 봉기 및 독립운동 사건은 총 12건으로, 그 내역은 다음과 같다. 김낙헌은 이 가운데 1910년의 의병장 김춘삼 재판까지는 검사로, 이후에는 판사로 재판에 참가했다.
| 재판 날짜        | 독립운동가 이름               | 활동 내역                            | 국가보훈처의 서훈 내역        | 재판 결과               |
| ---------------- | ----------------------------- | ------------------------------------ | ----------------------------- | ----------------------- |
| 1909년 11월 22일 | 김수민                        | 경기도 장단 의병봉기                 | 건국훈장 국민장               | 교수형 확정             |
| 1909년 12월 2일  | 정용대                        | 경기도 적성, 양주 의병 봉기          | 건국훈장 국민장               | 교수형 확정             |
| 1910년 1월 27일  | 이교영, 심경섭, 박내원        | 경북 일대 의병 봉기                  | 건국훈장 독립장 (이교영) 등   | 교수형 확정 (이교영) 등 |
| 1910년 4월 19일  | 김춘삼                        | 충북 제천, 강원도 원주 의병 봉기     | 건국훈장 애국장               | 유형 10년형             |
| 1912년 8월 21일  | 표창순                        | 중국 왕래 간첩 행위                  | -                             | 징역 2년형 확정         |
| 1913년 5월 14일  | 윤치호, 양기탁, 이인환 외 3인 | 105인 사건                           | 건국훈장 대통령장 (양기탁) 등 | 대구복심법원 이송       |
| 1913년 10월 9일  | 윤치호, 양기탁, 이인환 외 3인 | 105인 사건                           | 건국훈장 대통령장 (양기탁) 등 | 상고 기각               |
| 1914년 12월 7일  | 최두영                        | 친일파, 천황, 총독에게 규탄문서 발송 | 건국훈장 애국장               | 상고 기각               |
| 1915년 11월 4일  | 김재성                        | 충북 보은, 괴산 의병 봉기            | 건국훈장 애국장               | 사형 확정               |
| 1915년 9월 9일   | 윤길                          | 만주 독립운동 조직 결성              | 건국훈장 애국장               | 상고 기각               |
| 1917년 2월 5일   | 이강래                        | 간도 독립운동 조직 결성              | 건국훈장 애족장               | 상고 기각               |
| 1917년 5월 31일  | 이학룡                        | 학교 수업 중 독립사상 고취           | -                             | 상고 기각               |

## 사후
2002년 민족정기를 세우는 국회의원모임과 광복회가 공동 발표한 친일파 708인 명단과 2008년 민족문제연구소에서 친일인명사전에 수록하기 위해 정리한 친일인명사전 수록예정자 명단의 두 목록에서 중추원, 사법 부문에 모두 선정되었다. 2006년 친일반민족행위진상규명위원회가 공식 발표한 일제강점기 초기의 친일반민족행위 106인 명단에도 포함되었다.

## 같이 보기
- 조선총독부 중추원
- 105인 사건

## 참고자료
- 친일반민족행위진상규명위원회 (2006년 12월). 〈김낙헌〉 (PDF). 《2006년도 조사보고서 II - 친일반민족행위결정이유서》. 서울. 426~439쪽쪽. 발간등록번호 11-1560010-0000002-10. [깨진 링크(과거 내용 찾기)]